# 수압 세척

고압 세척기는 보트에서 오래된 페인트를 제거하는 데 사용된다.

수압 세척, 고압 세척(pressure washing, 프레셔 워싱) 또는 파워 세척(power washing)은 건물, 차량, 콘크리트 표면과 같은 표면 및 물체에서 벗겨진 페인트, 곰팡이, 때, 먼지, 진흙, 흙 등을 제거하기 위해 고압 물 분사를 사용하는 것이다. 기계식 고압 세척기의 용량은 분당 갤런 또는 리터로 표시되며, 종종 펌프에 내장되어 있으며 가변적이지 않다. 압력은 평방인치당 파운드, 파스칼 또는 바 단위로 표시되며, 펌프에 내장되어 있지만 언로더 밸브를 조정하거나 특수 노즐 팁을 사용하여 조절할 수 있다. 750~30,000psi(5~200MPa) 이상의 압력을 생성하는 기계도 있다.
고압 세척과 파워 세척이라는 용어는 많은 경우 같은 의미로 사용되며, 실제로 이 둘이 서로 다른 공정인지에 대한 논쟁이 있다.
산업용 고압 세척 표면 세척기는 물이 흐를 때 회전하는 회전 막대에 2~4개의 고압 제트가 장착된 도구이다. 일부 시스템은 표면을 따라 움직이는 바퀴 달린 원형 덮개를 사용하여 사용자를 분무 및 이물질로부터 보호한다. 이러한 작용은 균일한 세척 패턴을 생성하여 평평한 표면을 빠른 속도로 세척할 수 있다. 많은 저렴한 가정용/소비자용 시스템은 일반적으로 분무 패턴을 변경할 수 없는 단일 오리피스를 사용한다.
하이드로젯 세척은 탱크와 배관의 쌓인 이물질과 이물질을 제거하는 데 사용되는 더욱 강력한 고압 세척 방식이다.

## 같이 보기
- 카처